# حوره، اسرائیل
حوره (به لاتین: Hura) یک منطقهٔ مسکونی در اسرائیل است که در Beersheba Subdistrict واقع شده‌است.